# Penne Hackforth-Jones
Penelope Beatrix Hackforth-Jones, connue comme Penne Hackforth-Jones (née le 5 août 1949 à Greenwich, dans le Connecticut et morte le 18 mai 2013 à Melbourne) est une actrice australienne d'origine américaine.

## Biographie
Principalement connue pour ses nombreux rôles au petit écran australien, Penne Hackforth-Jones a joué dans Bellbird, Homicide, Matlock Police, Division 4, Tandarra, Cash and Company, Young Ramsay, Punishment, Bellamy, À cœur ouvert, Mother and Son, Tanamera - Lion of Singapore, Fréquence Crime et All Saints et, plus récemment, Chandon Pictures et 30 Seconds.
Parmi ses rôles au cinéma, il y a celui du Dr Liz Sort dans Alvin Purple (1973), la responsable du magasin pour articles nuptiaux dans Muriel (1994), Cynthia Dodds dans Mao's Last Dancer (2009) et Mrs Johnson dans L'Arbre (2010).
Elle fut aussi l’auteur de la biographie de son arrière-grand-mère, l’écrivain Barbara Baynton, intitulée Barbara Baynton – between two worlds.
Un cancer des poumons l'emporte le 18 mai 2013.

## Filmographie

### Cinéma
- 1973 : Alvin Purple : Dr. Liz Sort
- 1973 : Libido
- 1974 : Alvin Rides Again : Joueuse de cricket
- 1975 : Down the Wind : Sara
- 1979 : The Journalist (en) : Gillie Griffiths
- 1981 : Image of Death : Maureen
- 1982 : Running on Empty : Dave
- 1982 : Last Breakfast in Paradise (court-métrage) : Angela Jones
- 1984 : The Old Curiosity Shop
- 1989 : Kokoda Crescent : Carol
- 1993 : The Door (court-métrage) : Mère
- 1994 : Muriel : Organisatrice du mariage
- 1997 : Paradise Road : Madame Pike
- 1997 : Diana & Me : Pollock
- 2002 : Black and White : Madame Aston
- 2003 : Why We Ponder (court-métrage) : Mère
- 2006 : Reasons Beyond Me (court-métrage) : Jone
- 2008 : Bitter & Twisted : Jackie Samvini
- 2009 : Mao's Last Dancer : Cynthia Dodds
- 2010 : L'Arbre : Madame Johnson
- 2010 : Purple Flowers (court-métrage) : Grand-mère
- 2013 : We've All Been There (court-métrage) : Joan

### Télévision
- 1969 : Aventures australes : Sally Tennant (2 Episodes)
- 1971-1974 : Division 4 : Différents personnages (3 Episodes)
- 1971-1974 : Matlock Police : Différents personnages (6 Episodes)
- 1972 : The Cousin from Fiji (Téléfilm)
- 1972 : Number 96 : Noelene Chester Sutcliffe (1 Episode)
- 1972-1974 : Homicide : Différents personnages (4 Episodes)
- 1972 : Bellbird : Ginny Campbell (1 Episode)
- 1973 : Ryan : Jana / Helen (2 Episodes)
- 1974 : Three Men of the City (1 Episode)
- 1975 : Cash and Company : Jessica Johnson (13 Episodes)
- 1976 : The Emigrants : June Parker (4 Episodes)
- 1976 : Tandarra : Jessica Johnson (13 Episodes)
- 1978 : A Woman in the House (Téléfilm)
- 1978 : Young Ramsay : Emma Carroll (1 Episode)
- 1978 : Tickled Pink : Marilyn (1 Episode)
- 1978 : Cop Shop : Jackie Warren / Jennifer Treloar (2 Episodes)
- 1979 : Pour la vie : Lois Norton (1 Episode)
- 1979 : Skyways : Lady Pamela Griff (1 Episode)
- 1979 : One Day Miller (1 Episode)
- 1981 : Punishment : Heather Rogers (1 Episode)
- 1981 : Bellamy : Inez (1 Episode)
- 1981 : Holiday Island : Dellie Kramer (2 Episodes)
- 1983-1993 : À cœur ouvert : Pam Foley / Martha Lynch / Cassandra James (20 Episodes)
- 1985 : Time's Raging (Téléfilm)
- 1985 : Butterfly Island : Mary (1 Episode)
- 1986 : Mother and Son : Joan (1 Episode)
- 1988 : After Marcuse : Gillian (Téléfilm)
- 1989 : Tanamera : Mama Jack (Mini-série)
- 1989 : Body Surfer : Angela Lang (Mini-série)
- 1989 : Rafferty's Rules (1 Episode)
- 1989-1994 : G.P. : Adele de Beer / Madame Barton (2 Episodes)
- 1991 : Hampton Court : Kate Eastwood (1 Episode)
- 1991 : Hey Dad..! : Madame Barrett (1 Episode)
- 1991 : Golden Fiddles : Madame Craig (Mini-série)
- 1992 : More Winners: Boy Soldiers : Elizabeth Barnes (Téléfilm)
- 1992 : Bony : Eve (1 Episode)
- 1993 : Irresistible Force : Lieutenant Governor (Téléfilm)
- 1993 : Butterfly Island (Téléfilm)
- 1997 : Murder call, fréquence meurtre : Ena Rooth (1 Episode)
- 1997 : The Adventures of Sam (1 Episode)
- 1999-2003 : All Saints : Dr. Nicola Hartley / Elise Fletcher (11 Episodes)
- 2002 : La montagne des héros : Annette Diver (Téléfilm)
- 2003 : Grass Roots : Lani Leonard (1 Episode)
- 2006 : Headland : Juge Hildegarde Rosedale (2 Episodes)
- 2007 : Chandon Pictures : Helen (3 Episodes)
- 2009 : 30 Seconds : Pat Evans (1 Episode)
- 2012 : Miss Fisher enquête : Révérende (1 Episode)
- 2012 : Conspiracy 365 : Sœur Jerome (1 Episode)
- 2013 : Paper Giants: Magazine Wars : Camilla Parker Bowles (Mini-série)
- 2013 : The Doctor Blake Mysteries : Nell Clasby (2 Episodes)

## Voix françaises
- Frédérique Cantrel dans L'Arbre : Madame Johnson (2010)